# Lugz&Jera
Lugz&Jera（ラグズ・アンド・ジェラ、1981年8月19日 - ）は、日本の男性シンガーソングライター、音楽プロデューサーである。アーティスト名は北欧ルーン文字の「Lugz(ラグズ=流れ・導くもの)」と「Jera(ジェラ=収穫・実り)」から由来されていて、「&（アンド）」を用いているので複数を表すユニット名として間違われやすいが、一人のアーティストである。

## 概要
岡山県高梁市出身。独学による音楽知識で作詞・作曲・編曲まで自分で行いCD制作やデジタル音源として発売している。また、全国規模でのLIVE活動を行ったり、地元岡山においても音楽による地域の全国発信を目的にプロデューサーとして音楽フェスやイベントの運営、地元アーティストの育成を積極的に行っている。

## 主な活動
2000年
- 0L&Jというネーミングで関西を中心にシンガーとしての音楽活動をスタートさせる[1]。

2008年
- 0スタートした日本における男性 R&B シンガーの最高峰イベントプロジェクト「SUGAR SHACK」に発足当初からオリジナルメンバーとして参加[3]。
  - 更には地元岡山においてもプロデューサーとしてフェスやイベントの運営、地元アーティストの育成を「MUSIC TRIBE実行委員会」という団体の代表として積極的に行っている[1]

2012年
- 0心機一転、L&JからLugz&Jera(ラグズ・アンド・ジェラ)に改名[1]。
- 010月 - 1st Digital Single「逢いたくて～Stay with me～」をリリース。
- 011月 - 1st Mini Album"Lugz&Jera"をリリース。

2013年
- 04月 - 楽曲提供やアーティスト育成など音楽に関わる総合エンターテイメントとしてのオフィス「LUGZ MUSIC」を設立する[4]。
- 05月 - シンガー『naom'ey』をプロデュースし 1st.Mini Album「Emotion」をリリースさせる。
- 07月 - 女子サッカーリーグなでしこリーグFC吉備国際大学Charmeのイメージソング「Start Line」を含む 2nd MiniAlbum「LUGZ&JERA.Ⅱ」（7月3日発売）を制作リリースする。
- 07月 - 高梁市をはじめ数々の後援の元、「高梁市から発信する年に一度の音楽フェス」をキャッチフレーズに第一回の「高梁音楽祭」を企画・開催し、自らも出演する[5]。また、この日に日頃の活動を通して高梁の魅力を発信するふるさと大使である「備中高梁伝えたいし！」として高梁市近藤隆則市長より委嘱を受ける[6]。
- 010月 - 音楽活動で年間を通じて岡山県の経済と文化の向上に大きく貢献されたことが評価され、「オカヤマアワード2013（会長・石川康晴クロスカンパニー社長）」にて「特別音楽賞」を受賞する[7]。

2014年
- 03月 - 岡山国際ホテルにおいて初のディナーショー「Lugz&Jera Dinner Show〜The Luxury Night 2014〜」を開催する。
- 04月 - 公益社団法人アジア協会アジア友の会主催によるフィリピン台風災害復興支援チャリティーコンサートにメインとして出演する[8]。
- 04月 - 岡山シティエフエム（Radio momo（レディオモモ））において、毎月第二・第四金曜日 深夜23:30～00:00放送のイベント連動型新音楽情報番組「MUSIC TRIBE RADIO」のパーソナリティ（自身初）を務める[9][10]。
- 06月 - 岡山シティエフエム（Radio momo（レディオモモ））の音楽情報番組「MUSIC TRIBE RADIO」オープニングソング「MUSIC TRIBE」、イトーヨーカドー岡山店専門店街 CMタイアップソング「Happy Song」を含む 3rd MiniAlbum「LUGZ&JERA.Ⅲ」（6月25日発売）を制作リリースする[11]。
- 011月 - フィリピン台風災害支援チャリティーコンサートを現地フィリピンにおいて開催[12]。

2015年
- 02月 - 初のDVDとして2014年12月に開催されたワンマンライブのライブDVD「THE LIVE 2014」を発売。また、「Precious One」が収録された、コンピレーションアルバム「bmr presents The Truth -Japanese R&B Collection」がTSUTAYAにおいて独占販売される[13]。
- 03月 - フィリピン復興支援活動報告としてチャリティイベント「フィリピン“OH！援”トーク＆ライブ」に出演[14]。
- 04月 - 昨年から始めたイベント連動型新音楽情報番組「MUSIC TRIBE RADIO」（岡山シティエフエムRadio momo）が毎週金曜日深夜23:30～00:00放送のレギュラー番組として定着する。番組エンディングソングの「Wishing」（4月15日先行リリース）と天満屋ストア（天満屋ハピータウン）CMソングの「Keep on Smile」を含むベスト・アルバムとしてTSUTAYA限定レンタルベスト「LUGZ&JERA THE BEST」が全国発売（4月22日）される[15]。
- 010月 -  JAY'EDがフィーチャリングで加わったシングル曲「Be with You feat. JAY'ED」を配信[16]。
- 010月 -  Full Of Harmony、LL BROTHERS、LEO、HI-D、CIMBA、TSUYOSHIらと組んだグループ「SUGAR SHACK」として、シングル曲「NEON SIGN」を配信。

2016年
- 010月 - OHK岡山放送において音楽情報番組「MUSIC TRIBE TV」を始める[17]。

2017年
- 04月 - 初のフルアルバム「Sing For Love」が全国発売される（4月5日）。アルバム「Sing For Love」発売記念インストアツアーを開催[18]。
- 06月 - EXILE ATSUSHIがプロデュースしたJAY'EDのニューアルバム「Here I Stand」の収録曲「The Paradise」の作詞参加をする[19]。
- 08月 - 毎年開催の音楽フェス「MUSIC TRIBE」が大幅に規模を拡大し、音楽ジャンルもアイドルグループやポップス歌手も加わり多様化された音楽フェスとして開催された（8月26日）[20]。

## 主な自主開催ライブ
- 高梁音楽祭（岡山県高梁市）2013年～（5年連続開催）
- MUSIC TRIBE（岡山市）2011年～（8回開催、2016年、2020年は開催せず）[21]

## ディスコグラフィー

### デジタルシングル
| 枚  | 発売日         | タイトル                   |
| --- | -------------- | -------------------------- |
| 1st | 2012年10月23日 | 逢いたくて～Stay with me～ |
| 2nd | 2015年4月15日  | Wishing                    |
| 3rd | 2015年10月7日  | Be with You feat. JAY'ED   |
| 4th | 2018年4月27日  | ThrowBack                  |
| 5th | 2018年7月20日  | Summer Time Dreamin'       |
| 6th | 2018年11月9日  | YOU                        |
| 7th | 2018年10月22日 | White Snow Town            |
| 8th | 2020年5月27日  | ラブソング                 |

### シングル
c/wはcoupling withの略表記
| 枚  | 発売日         | タイトル                                                                    |
| --- | -------------- | --------------------------------------------------------------------------- |
| 1st | 2018年4月21日  | 「ThrowBack」c/w「Home」                                                    |
| 2nd | 2018年7月18日  | 「Summer Time Dreamin'」 c/w 「涙の数だけ-Stay By Your Side Acoustic Ver.」 |
| 3rd | 2018年10月21日 | 「YOU」 c/w 「HEAVEN-2018 remix-」                                          |
| 4th | 2018年12月22日 | 「White Snow Town」 c/w 「世界でたった一人の君に」                          |

### ミニ・アルバム
| 枚  | 発売日         | タイトル    |
| --- | -------------- | ----------- |
| 1st | 2012年11月23日 | LUGZ&JERA   |
| 2nd | 2013年7月3日   | LUGZ&JERA.Ⅱ |
| 3rd | 2014年6月25日  | LUGZ&JERA.Ⅲ |

### フル・アルバム
| 枚  | 発売日        | タイトル      |
| --- | ------------- | ------------- |
| 1st | 2017年4月5日  | Sing For Love |
| 2nd | 2019年8月31日 | NEON CITY     |

### ベスト・アルバム
| 枚  | 発売日        | タイトル           |
| --- | ------------- | ------------------ |
| 1st | 2015年4月22日 | LUGZ&JERA THE BEST |

### コンピレーション・アルバム
- bmr presents The Truth -Japanese R&B Collection（2015年2月18日）

久保田利伸、AI、三浦大知、Full Of Harmony、LL BROTHERSなど、日本のR&Bコンピレーションアルバム

### ミュージック・ビデオ
- Wishing（2015年6月2日）

### DVD
| 枚  | 発売日        | タイトル                             |
| --- | ------------- | ------------------------------------ |
| 1st | 2015年2月18日 | THE LIVE 2014 -LIVE DVD-             |
| 2nd | 2019年4月10日 | Lugz&Jera Oneman Live 2018-LIVE DVD- |

## 主な共演アーティスト
- JAY'ED
- Mhiro
- Full Of Harmony
- JAMOSA
- BIRTH
- GILLE
- BENI
- 宏実
- 中西圭三
- 佐藤広大

## 出演
- テレビ：MUSIC TRIBE TV　毎週日曜 25:25 - 25:40（OHK, 2016年10月- ）
- ラジオ：MUSIC TRIBE RADIO　毎週水曜日 20:30 - 21:00（Radio momo（レディオモモ）, 2014年4月- ）

## TVCM
- 2012年9月セブン＆アイ・ホールディングス/イトーヨーカ堂岡山店専門店街開店15周年のCM-TVCM楽曲提供、ソングボーカル、出演
- 2015年4月天満屋ハピータウンCMタイアップ楽曲提供、出演

## タイアップ
| 曲名                       | タイアップ |
| -------------------------- | --- |
| 逢いたくて～Stay with me～ | 天満屋のバレンタインフェア応援ソング（2013年2月）                                                                              |
| Start Line                 | FC吉備国際大学Charmeの公式イメージソング                                                                                       |
| 4seasons ～winter ver.～   | テレビ朝日系列「KSB瀬戸内海放送」毎週金曜日深夜00:15～「らぶせと美人天気」の番組挿入歌（2013年10月）                           |
| 4Seasons                   | 日本テレビ系列「RNC西日本放送」「RNC news every」毎週月～金曜日 （18：16～19：00）」番組エンディングテーマ（2013年10月）       |
| Happy Song                 | セブン＆アイ・ホールディングス/イトーヨーカ堂岡山店専門店街開店15周年のCM-TVCM（2013年11月）                                   |
| MUSIC TRIBE                | 岡山シティエフエム（Radio momo（レディオモモ））の音楽情報番組「MUSIC TRIBE RADIO」オープニングソング（2014年4月～）           |
| For U                      | 岡山シティエフエム（Radio momo（レディオモモ））の音楽情報番組「MUSIC TRIBE RADIO」エンディングソング（2014年4月～2015年3月）  |
| Wishing                    | 岡山シティエフエム（Radio momo（レディオモモ））の音楽情報番組「MUSIC TRIBE RADIO」エンディングソング（2015年4月～2015年9月）  |
| Keep on Smile              | 天満屋ストア（天満屋ハピータウン）CMソング（2015年4月）                                                                        |
| Be with You feat. JAY'ED   | 岡山シティエフエム（Radio momo（レディオモモ））の音楽情報番組「MUSIC TRIBE RADIO」エンディングソング（2015年10月～2017年3月） |
| Stay the Night             | 岡山シティエフエム（Radio momo（レディオモモ））の音楽情報番組「MUSIC TRIBE RADIO」エンディングソング（2017年4月～）           |
| Love For You               | OHK岡山放送の音楽情報番組「MUSIC TRIBE TV」のエンディングソング（2017年4月～）                                                 |
| Sing For Love              | 晴れの国おかやま 24時間100Km歩行の大会公式テーマソング（2017年4月～）                                                          |
| Power of Belief            | オレンジリボンキャンペーンタイアップソング（2017年4月～）                                                                      |